# Maksim Mikhailov
Pour les articles homonymes, voir Mikhaïlov.
Maksim Mikhaïlovitch Mikhaïlov (en russe : Максим Михайлович Михайлов) est un joueur russe de volley-ball né le 19 mars 1988 à Kouzmolovski (oblast de Léningrad, alors en URSS). Il mesure 2,03 m et joue attaquant. Il totalise 129 sélections en équipe de Russie.

## Clubs
| Club                   | De        | À         |
| ---------------------- | --------- | --------- |
| Iaroslavitch Iaroslavl | 2005-2006 | 2009-2010 |
| Zenit Kazan            | 2010-2011 | …         |

## Palmarès

### Club et équipe nationale
- Jeux olympiques (1)
  - Vainqueur : 2012
  - Finaliste : 2020
- Ligue mondiale (2)
  - Vainqueur : 2011, 2013
  - Finaliste : 2010
- Coupe du monde (1)
  - Vainqueur : 2011
- World Grand Champions Cup
  - Finaliste : 2013
- Championnat du monde des moins de 21 ans (1)
  - Vainqueur : 2005
  - Finaliste : 2007
- Championnat d'Europe (1)
  - Vainqueur : 2013
- Championnat d'Europe des moins de 21 ans (1)
  - Vainqueur : 2006
- Ligue des champions (1)
  - Vainqueur : 2012, 2015, 2016, 2017, 2018
  - Finaliste : 2011
- Championnat de Russie (2)
  - Vainqueur : 2011, 2012
- Coupe de Russie
  - Finaliste : 2012
- Supercoupe de Russie (3)
  - Vainqueur : 2010, 2011, 2012

### Distinctions individuelles
- Meilleur marqueur du Championnat du monde des moins de 21 ans 2007
- Meilleur marqueur de la Ligue mondiale 2010
- Meilleur marqueur du Championnat du monde 2010
- Meilleur joueur et meilleur contreur de la Ligue mondiale 2011
- Meilleur joueur de la Coupe du monde 2011
- Meilleur marqueur du Championnat d'Europe 2011
- Meilleur attaquant des Jeux olympiques de 2012
- Meilleur marqueur des championnats de Russie 2008, 2009 et 2010
- Meilleur marqueur des Final Four des Ligues des Champions 2011 et 2012
- Meilleur marqueur du Championnat du monde des clubs 2011
- Meilleur serveur du Final Four de la Ligue des champions 2012
- Meilleur attaquant du Final Six de la coupe de Russie 2012
- Meilleur attaquant de la Ligue des champions 2014
- Meilleur attaquant des Jeux olympiques de 2020[1].